# Bert Gunther
Lambertus Hendrik Frederik „Bert“ Gunther (* 10. Dezember 1899 in Amsterdam; † 14. Oktober 1968 in Arnhem) war ein niederländischer Ruderer.

## Biografie
Bert Gunther gewann bei den Europameisterschaften 1923 im Einer und im Doppelzweier jeweils die Silbermedaille. Bei den Olympischen Sommerspielen 1928 in Antwerpen unterlag er im B-Finale der Einer-Regatta dem Briten David Collet und belegte den vierten Platz. Im Folgejahr wurde Gunther im Einer Europameister in Bydgoszcz.